# Canadian Open 2002
Die Canada Open 2002 im Badminton fanden vom 10. bis zum 14. September 2002 in Vancouver statt. Das Preisgeld betrug 10.000 US-Dollar.

## Sieger und Platzierte
| Disziplin    | Gold                          | Silber                     | Bronze                             |
| ------------ | ----------------------------- | -------------------------- | ---------------------------------- |
| Herreneinzel | Colin Haughton                | Aamir Ghaffar              | Stephan Wojcikiewicz               |
| Herreneinzel | Colin Haughton                | Aamir Ghaffar              | Kennevic Asuncion                  |
| Dameneinzel  | Petra Overzier                | Julia Mann                 | Jody Patrick                       |
| Dameneinzel  | Petra Overzier                | Julia Mann                 | Charmaine Reid                     |
| Herrendoppel | Philippe Bourret Brian Prevoe | Mike Beres Kyle Hunter     | Mike Chansawangpuvana Eric Go      |
| Herrendoppel | Philippe Bourret Brian Prevoe | Mike Beres Kyle Hunter     | Guilherme Kumasaka Guilherme Pardo |
| Damendoppel  | Liza Parker Suzanne Rayappan  | Natalie Munt Joanne Wright | Julia Mann Rebecca Pantaney        |
| Damendoppel  | Liza Parker Suzanne Rayappan  | Natalie Munt Joanne Wright | Jody Patrick Lyndsay Thomson       |
| Mixed        | Kristian Roebuck Natalie Munt | David Lindley Liza Parker  | Mathew Fogarty Lina Taft           |
| Mixed        | Kristian Roebuck Natalie Munt | David Lindley Liza Parker  | Kennevic Asuncion Kennie Asuncion  |